# Dębowa Łąka (gmina)
Dębowa Łąka est une gmina rurale du powiat de Wąbrzeźno, Couïavie-Poméranie, dans le centre-nord de la Pologne. Son siège est le village de Dębowa Łąka, qui se situe environ 11 km à l'est de Wąbrzeźno et 42 km au nord-est de Toruń.
La gmina couvre une superficie de 86,13 km2 pour une population de 3 221 habitants.

## Géographie
La gmina est bordée par les gminy de Bobrowo, Golub-Dobrzyń, Kowalewo Pomorskie, Książki et Wąbrzeźno.